# Kaschgaria brachanthemoides
Kaschgaria brachanthemoides là một loài thực vật có hoa trong họ Cúc. Loài này được (C.Winkl.) Poljakov mô tả khoa học đầu tiên năm 1957.